# Jesus Santiago Moure
Jesus Santiago Moure, född den 2 november 1912 i Ribeirão Preto, död den 10 juli 2010 i Batatais, var en brasiliansk entomolog som var specialiserad på steklar.
1929 påbörjade Moure sin högre utbildning vid Seminário Maior Claretiano i Rio Claro, där han examinerades i filosofi 1932 (som vid den här tiden inkluderade naturhistoria, fysik och matematik). Det var under sin tid här som intresset för botanik väcktes till liv och han kom att publicera 266 vetenskapliga publikationer under sin karriär.
Auktorsnamnet Moure kan användas för Jesus Santiago Moure i samband med ett vetenskapligt namn inom zoologin; se Wikipedia-artiklar som länkar till auktorsnamnet.